# Adreno
Adreno — это серия графических IP-ядер (GPU), разработанных Qualcomm, и используемых ими во многих своих SoC.

## История
Adreno (анаграмма бренда видеокарт AMD Radeon) начиналась как собственный бренд графических технологий Qualcomm и использовалась в их мобильных чипсетах. Ранние модели Adreno включали Adreno 100 и 110, которые обладали ускорением 2D-графики и ограниченными мультимедийными возможностями. В то время 3D-графика на мобильных платформах обычно обрабатывалась с помощью программных движков рендеринга, что ограничивало их производительность. В связи с растущим спросом на более продвинутые возможности мультимедиа и 3D-графики Qualcomm приобрела лицензию на Imageon IP у AMD, чтобы добавить возможности аппаратного ускорения 3D в свои мобильные продукты. Дальнейшее сотрудничество с AMD привело к разработке Adreno 200, выпущенного в 2008 году, который был интегрирован в первую SoC Snapdragon. В январе 2009 года AMD продала Qualcomm все свое подразделение графической обработки портативных устройств Imageon.

## Модели ускорителей
- Adreno 130 в составе SoC MSM7x01 и MSM7x01A. Он поддерживает OpenGL ES 1.1, OpenVG 1.1, EGL 1.3, Direct3D Mobile, Scalable Vector Graphics Tiny Support 1.2, Direct Draw и интерфейс графического устройства.

- Adreno 200 (AMD Z430) в составе QSD8x50 и MSM7x27 (133 МГц). Он предлагает программируемый конвейер функций и потоковую передачу текстур с поддержкой OpenGL ES 1.0, OpenGL ES 1.1, OpenVG 1.1, EGL 1.4, Direct3D Mobile, SVGT 1.2 и DirectDraw. (22 млн треугольников в секунду, 133 млн пикселей в секунду, тактовая частота до 133 МГц).

- Adreno 200 (улучшенный) в составе MSM7x25A и MSM7x27A (200 МГц). Он поддерживает OpenGL ES 2.0, OpenGL ES 1.1, OpenVG 1.1, EGL 1.4, Direct3D Mobile, SVGT 1.2, Direct Draw и GDI. (40 миллионов треугольников в секунду, 200  млн пикселей в секунду, тактовая частота до 200 МГц).

- Adreno 203 в составе MSM8225 и MSM8225Q (400 МГц). Это улучшение по сравнению с Adreno 205. Он имеет более высокую частоту, лучшую скорость заполнения пикселей, более низкое энергопотребление и лучшую производительность в 3D. Он примерно на 50-100 % быстрее, чем Adreno 200 (улучшенный), и на 10-25 %, чем Adreno 205. Он может работать в 2 раза быстрее, чем Adreno 205. Он поддерживает OpenGL ES 2.0, OpenGL ES 1.1, OpenVG 1.1, EGL 1.4, Direct3D Mobile, DirectX 9.0c, SVGT 1.2, Direct Draw и GDI. (42-50 млн треугольников в секунду, 250—300 млн пикселей в секунду, тактовая частота 192—400 МГц).

- Adreno 205 в составе QSD8x50A, MSM7x30 и MSM8x55 (245 МГц). Его улучшения включают аппаратное ускорение SVG и Adobe Flash и лучшую шейдерную производительность, чем Adreno 200. Он поддерживает OpenGL ES 2.0, OpenGL ES 1.1, OpenVG 1.1, EGL 1.4, Direct3D Mobile, SVGT 1.2, Direct Draw и GDI. (57 млн треугольников в секунду, 250 млн пикселей в секунду, тактовая частота до 400 МГц).

- Adreno 220 в составе MSM8660 или MSM8260 (266МГц) с одноканальной памятью. Он поддерживает OpenGL ES 2.0, OpenGL ES 1.1, OpenVG 1.1, EGL 1.4, Direct3D Mobile, DirectX 9.0c, SVGT 1.2, Direct Draw и GDI. (88 млн треугольников в секунду, 500 млн пикселей в секунду, стандартная тактовая частота до 266 МГц, разгон до 400 МГц). Adreno 225 внутри MSM8960 (400 МГц) с унифицированной шейдерной архитектурой и двухканальной памятью. Он поддерживает Direct3D 9.0c в дополнение к OpenGL ES 2.0, OpenGL ES 1.1, OpenVG 1.1, EGL 1.4, Direct3D Mobile, SVGT 1.2, Direct Draw и GDI.

- Adreno 320 в составе Qualcomm S4 Pro & Prime Series с унифицированной шейдерной архитектурой и двухканальной памятью. Он поддерживает уровень функций Direct3D 9_3 в дополнение к OpenGL ES 3.0, OpenGL ES 2.0, OpenGL ES 1.1, OpenVG 1.1, EGL 1.4, Direct3D Mobile, SVGT 1.2.

- Adreno 330 применялся в устройствах Nexus 5, Nokia Lumia 2520, Nokia Lumia 1520, Nokia Lumia Icon, Nokia Lumia 930, Samsung Galaxy S5, Samsung Galaxy Note 3, Sony Xperia Z1, Sony Xperia Z1 Компактные, смартфоны Sony Xperia Z2, Sony Xperia Z3, Sony Xperia Z3 Compact, Sony Xperia Z Ultra, Xiaomi Mi3, Xiaomi Mi4, OnePlus One, HTC One (M8) и LG G2 / G3.

- Adreno 420 в составе Qualcomm Snapdragon 805 поддерживает среду выполнения Direct3D 11.2. Внутри Google Nexus 6, Samsung Galaxy S5 LTE-A, Samsung Galaxy Note 4, Samsung Galaxy Note Edge, LG G3 Cat. 6, Qualcomm Snapdragon 805 — первая телефонная SoC, которая когда-либо имела 128-битную шину памяти.

- Adreno 540 в составе Qualcomm Snapdragon 835 — это первая телефонная SoC с переменной частотой обновления и Foveated Render / Variate Rate Shading, Qualcomm называет свои реализации Q-Sync и Adreno Foveation. Это Adreno 530 на новом техпроцессе (переход с 14 нанометров на 10)  с повышеными тактовыми частотами (624Mhz > 710MHz)

- Adreno 630 в составе Qualcomm Snapdragon 845 — первая телефонная SoC с функцией Inside-Out Room-scale 6DoF с SLAM. Значительно увеличивает производительность шейдеров и скорость заполнения (до 50% в ALU/ROP нагрузках). Тактовые частоты остались прежними (710 Mhz).

- Adreno 640 в составе Qualcomm Snapdragon 855 — первая телефонная SoC с обновляемыми драйверами графического процессора из Google Play Store. Удваивает блоки INT и увеличивает на 50% блоки FP. Изготовлен TSMC по технологии N7 первого поколения. Снижает частоту в сравнении с предшественником (710MHz > 585MHz). Блоки  ROP/TMU не претерпели изменений.

- Adreno 650 в составе Qualcomm Snapdragon 865 —  увеличивает на 50% блоки FP (INT блоки остались в том же количестве что и прежде). Изготовлен TSMC по технологии N7P второго поколения. Частота в сравнении с предшествеником не изменилась (585 > 587MHz). Блоки  ROP увеличены на 50%.

- Adreno 660 в составе Qualcomm Snapdragon 888 — первая SoC Qualcomm с функцией VRS (Variable Rate Shading). Значительно более производительная версия Adreno 650. Прирост достигается за счёт значительного повышения частот (587 > 840MHZ). Изготавливается Samsung по технологии N5LPE.

- Adreno 730 в составе Qualcomm Snapdragon 8 Gen 1 — первая SoC Qualcomm с функциями Adreno Frame Motion Engine, Volumetric Rendering и VRS Pro.